# Eisenbahnunfall von Hostalric

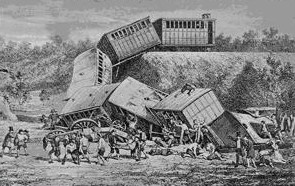
Zeitgenössische Presse-Zeichnung des Unfalls

Bei dem Eisenbahnunfall von Hostalric am Abend des 7. Oktober 1863 entgleiste ein Zug auf der Brücke über den Cal Abert bei Hostalric (früher: Hostalrich) in der Provinz Girona, Spanien. 21 Menschen starben.

## Ausgangslage
Am 7. Oktober 1863 waren über ganz Katalonien schwere Gewitter niedergegangen, viele Flüsse traten über die Ufer und richteten schweren Schaden an. Am Nachmittag des Tages war der Schnellzug Nr. 24 der Empresa de los Caminos de Hierro de Barcelona a Gerona in Girona losgefahren. Er bestand aus der Dampflokomotive, dem Tender und 10 Wagen. 85 Reisende befanden sich im Zug. Er befand sich auf dem Weg nach Barcelona über Granollers. Ein erstes Teilstück dieser Strecke war 1854 eröffnet worden, die Gesamtstrecke ging am 12. Juni 1862 in Betrieb. Der Zug musste zwischen den Bahnhöfen Hostalric und Breda eine kleine Brücke über den Bach Cal Abert befahren. Der Bach entspringt auf dem Berg Torre de la Mora im Gebiet der Gemeinde Gaserans und mündet in den Fluss Tordera. Die Brücke liegt etwa in der Mitte zwischen den Bahnhöfen Hostalric und Breda. Es handelte sich um eine Holzkonstruktion mit einer Spannweite von etwa 5 Metern und etwa der gleichen Höhe. Sie war bereits im Oktober 1861 nach heftigen Regenfällen eingestürzt. Damals entstand kein weiterer Schaden.

## Unfallhergang
Nachdem der Zug den Bahnhof von Hostalric durchfahren und die Brücke über den Arbúcies befahren hatte, setzte besonders schwerer Regen ein. Die Sicht war sehr schlecht und der Zug fuhr deshalb besonders vorsichtig und langsam. Ein Streckenposten, 400 m vor der späteren Unfallstelle, hielt den Zug mit einem Schutzhaltsignal an und informierte den Lokomotivführer über seine Bedenken, dass der schwere Regen eventuell den Oberbau beschädigt haben könnte. Der Lokomotivführer fuhr deshalb sehr vorsichtig weiter, mit nur etwa 10 km/h. Als der Zug die Pont del Torrent de Cal Abert befuhr, war der Bach unter der Brücke zu einem reißenden Fluss geworden und der Wasserstand mehr als drei Meter hoch. Dem vereinten Druck der Wassermassen und dem Gewicht der Lokomotive hielt die Konstruktion nicht stand und brach zusammen. Lokomotive, Tender und acht Wagen fielen in den Fluss und wurden von den Wassermassen mitgerissen. Die Fahrzeuge gingen im Wasser sofort unter.

## Folgen
21 Menschen starben bei dem Unfall, 19 sofort, 2 erlagen später ihren Verletzungen. 11 Menschen wurden darüber hinaus schwer, sehr viele weitere leicht verletzt. Lokomotivführer und Heizer wurden beim Absturz der Maschine aus dem Fahrzeug geschleudert und erreichten schwimmend und unverletzt das Ufer. Ein Militärarzt sowie der Arzt und der Apotheker von Hostalric waren diejenigen, die an der Unfallstelle zusammen mit Bauern aus der Gegend erste Hilfe leisteten. Da es inzwischen Nacht geworden war, mussten die Arbeiten im Licht von Wachs-Fackeln stattfinden. Die schwer Verletzten wurden in das kleine Krankenhaus von Hostalric gebracht.
Die Brücke wurde in der Folge durch eine Stahlkonstruktion ersetzt, die dann auch über 100 Jahre als Eisenbahnbrücke diente.